# メルフィ
メルフィ（イタリア語: Melfi）は、イタリア共和国バジリカータ州ポテンツァ県にある、人口約1万8000人の基礎自治体（コムーネ）。
歴史的なヴルトゥーレ（it）地方に属する。中世にはノルマン人による南イタリア征服の拠点となった。

## 地理

### 位置・広がり

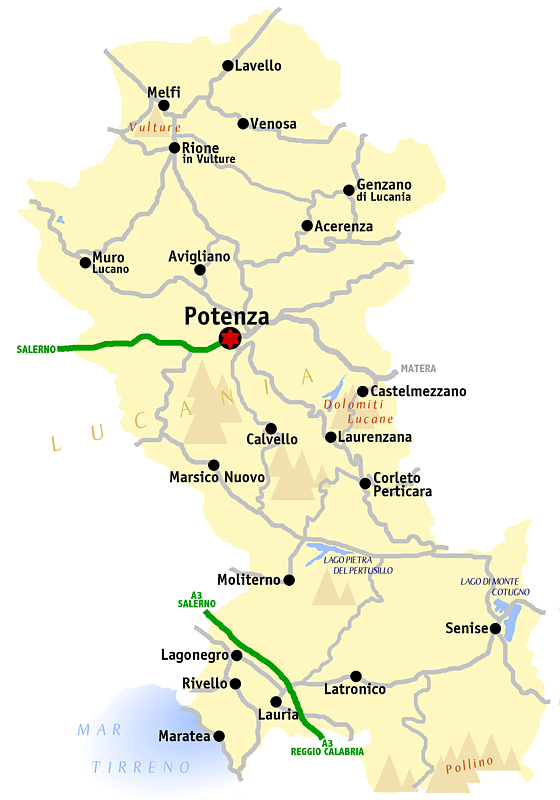
ポテンツァ県概略図

#### 隣接コムーネ
隣接するコムーネは以下の通り。括弧内のAVはアヴェッリーノ県（カンパニア州）、FGはフォッジャ県（プッリャ州）所属を示す。
- アクイローニア (AV)
- アスコリ・サトリアーノ (FG)
- カンデーラ (FG)
- ラチェドーニア (AV)
- ラヴェッロ
- モンテヴェルデ (AV)
- ラポッラ
- リオネーロ・イン・ヴルトゥレ
- ロッケッタ・サンタントーニオ (FG)

## 歴史
11世紀半ば、ノルマン人勢力の勢力下におかれ、プッリア地方進出の拠点となった。その後、1130年に建国されたシチリア王国の統治下におかれた。国王フェデリーコ1世（神聖ローマ皇帝フリードリヒ2世）は、この都市でシチリア王国にメルフィ法典（参照：メルフィ法典）を発布したことで知られている。

## 行政

### 分離集落
メルフィには以下の分離集落（フラツィオーネ）がある。
- Camarda, Capannola, Foggianello, Foggiano, Isca ricotta, Leonessa, Masseria Casella, Masseria Catapane, Masseria Menolecchia, Parasacco, San Giorgio di Melfi, San Nicola, Vaccareccia, Villa Mariannina

## スポーツ
ASメルフィが、メルフィを拠点とするサッカークラブ。